# Tamghas
Tamghas (népalais : तम्घास) est une ville du Népal située dans la zone de Lumbinî et chef-lieu du district de Gulmi. Au recensement de 2011, la ville comptait 14 845 habitants.